# Mercedes-Benz X254
La Mercedes-Benz X254 è la seconda generazione della Mercedes-Benz Classe GLC, un'autovettura di tipo SUV di fascia medio-alta prodotta dalla casa automobilistica tedesca Mercedes-Benz dal 2022.

## Nome
La denominazione dei veicoli della Mercedes-Benz per quanto riguarda i SUV, riprende il nome base "GL", seguito dal nome del modello della Mercedes-Benz più simile come dimensione di posizionamento. La "G" sta per Geländewagen (in tedesco vuol dire "fuoristrada"). Questa lettera è seguita dalla lettera "L" che funge da collegamento con la lettera "C" che richiama il SUV equivalente alla gamma berlina, che in questo caso è la Classe C.

## Profilo e contesto
Costruita sulla piattaforma MRA2 della Classe C (W206), la vettura è stata presentata nel giugno 2022, per poi essere immessa sul mercato nella versione 220 d a luglio 2022.

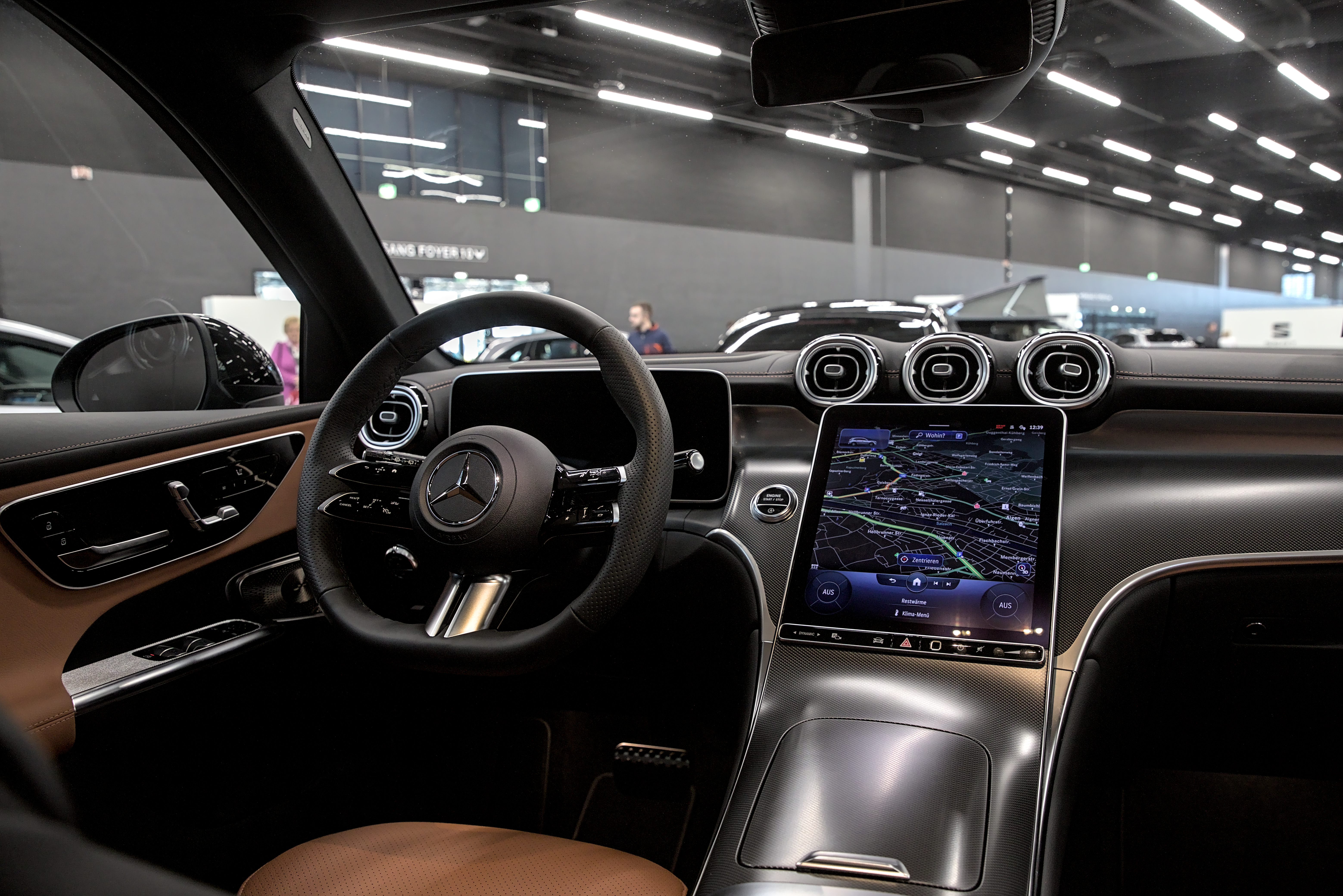
Interni della X254

Prodotto in tre diversi stabilimenti, in Germania a Sindelfingen e Brema ed in Cina a Pechino, l'X254 è sei centimetri più lungo della precedente generazione, con il volume del bagagliaio che è aumentato di 70 litri arrivando a 620 litri, ma le versioni ibride plug-in hanno un volume ridotto di a 470 litri di capacità totale per via dell'alloggiamento delle batterie. Inoltre, il coefficiente di resistenza aerodinamica è stato leggermente ridotto, passando da 0,31 a 0,29.
Come per la coeva Classe C dalla quale deriva e riprende gran parte della meccanica, sono disponibili solo motori con cilindrata da 2,0 litri a quattro cilindri in linea; inoltre su tutte le varianti sono di serie la trazione integrale 4MATIC e il cambio automatico 9G-TRONIC a 9 marce.
La seconda generazione della GLC evolve il design della precedente senza stravolgerlo; le novità maggiori sono negli interni, che riprendendo il cruscotto e la plancia della Classe C, con un display touchscreen disposto verticalmente da 11,9 pollici. Per la prima volta su questo modello, è disponibile il sistema con quattro ruote sterzanti, che attraverso un motorino elettrico muove i semiassi posteriori, con un angolo di sterzata massimo di 4,5°.

## Motorizzazioni
I propulsori disponibili al lancio, sia benzina o gasolio, sono tutti elettrificati mediante un sistema ibrido diviso in due tipologie.
Ibrido leggero, con motogeneratore che funge da motorino d'avviamento e alternatore a 48 V integrato nel cambio, che eroga 23 CV e 200 Nm di coppia.
- GLC 200 4Matic: 4 cilindri benzina 1999 cc, 204  CV, 320 Nm di coppia
- GLC 300 4Matic: 4 cilindri benzina 1999 cc, 258  CV e 400 Nm di coppia
- GLC 220 d 4Matic: 4 cilindri diesel 1993 cc, 197  CV e 440 Nm di coppia

Ibrido plug-in, composto da un motore elettrico da 136 CV e 440 Nm di coppia alimentato da una batteria con una capacità di 31,2 kWh.
- GLC 300 e 4Matic: 4 cilindri benzina 1999 cc, 313 CV e 550 Nm di coppia
- GLC 400 e 4Matic: 4 cilindri benzina 1999 cc, 381 CV e 650 Nm di coppia
- 4Matic GLC 300: 1993 cc 4 cilindri diesel, 335  CV e 750 Nm di coppia[9]